# Craugastor chingopetaca
Craugastor chingopetaca  is een kikker uit de familie Craugastoridae. De soort werd voor het eerst wetenschappelijk beschreven door Gunther Köhler en Javier Sunyer in 2006. Oorspronkelijk werd de wetenschappelijke naam Eleutherodactylus crassidigitus gebruikt.
De kikker komt endemisch voor in Nicaragua. De soortaanduiding chingopetaca verwijst naar de vindplaats; Chingo Petaca.